# 神奈川県立スポーツセンター
神奈川県立スポーツセンター（かながわけんりつスポーツセンター）は、神奈川県藤沢市善行にある総合スポーツ施設。室内プールや総合体育館、陸上競技場やテニスコートなどを備えている。

## 沿革
- 1948年（昭和23年）：藤沢海軍航空隊跡地の一部が、藤沢市営競技場となる。
- 1954年（昭和29年）1月：神奈川県に移管し、神奈川県営総合運動場となる。
- 1955年（昭和30年）
  - 10月：県営藤沢総合運動場を設置する。
  - 10月30日 - 11月3日：第10回国民体育大会バレーボール（高校男子）、サッカー競技（一般、高校）が行われる。
- 1960年（昭和35年）：サッカー日本代表の合宿が行われる。デットマール・クラマーが指揮した。
- 1962年（昭和37年）3月：陸上競技場が第二種公認陸上競技場となる。
- 1968年（昭和43年）7月：神奈川県立体育センターが設置される。
- 1970年（昭和45年）9月19日 - 20日：第18回全日本実業団対抗陸上競技選手権大会開催。
- 1988年（昭和63年）10月1日 - 4日：第40回全日本社会人ボクシング選手権大会開催。
- 1998年（平成10年）10月：第53回国民体育大会サッカー競技（成年男女）、バレーボール競技（少年男子）開催。
- 2020年（令和2年）4月：大規模改修工事。スポーツアリーナ2に50m屋内プールが設置。神奈川県立スポーツセンターに改称。
- 2025年（令和7年）4月：住宅メンテナンスサービス会社「アサンテ」が5年契約のネーミングライツを取得。通称がアサンテ スポーツパークになる。

## 主要施設
- 体育館（スポーツアリーナ1・スポーツアリーナ2）
- 練習場・トレーニング場
- テニスコート
- 宿泊棟
- 陸上競技場
- 補助競技場（サブトラック）
- 球技場

### グリーンハウス

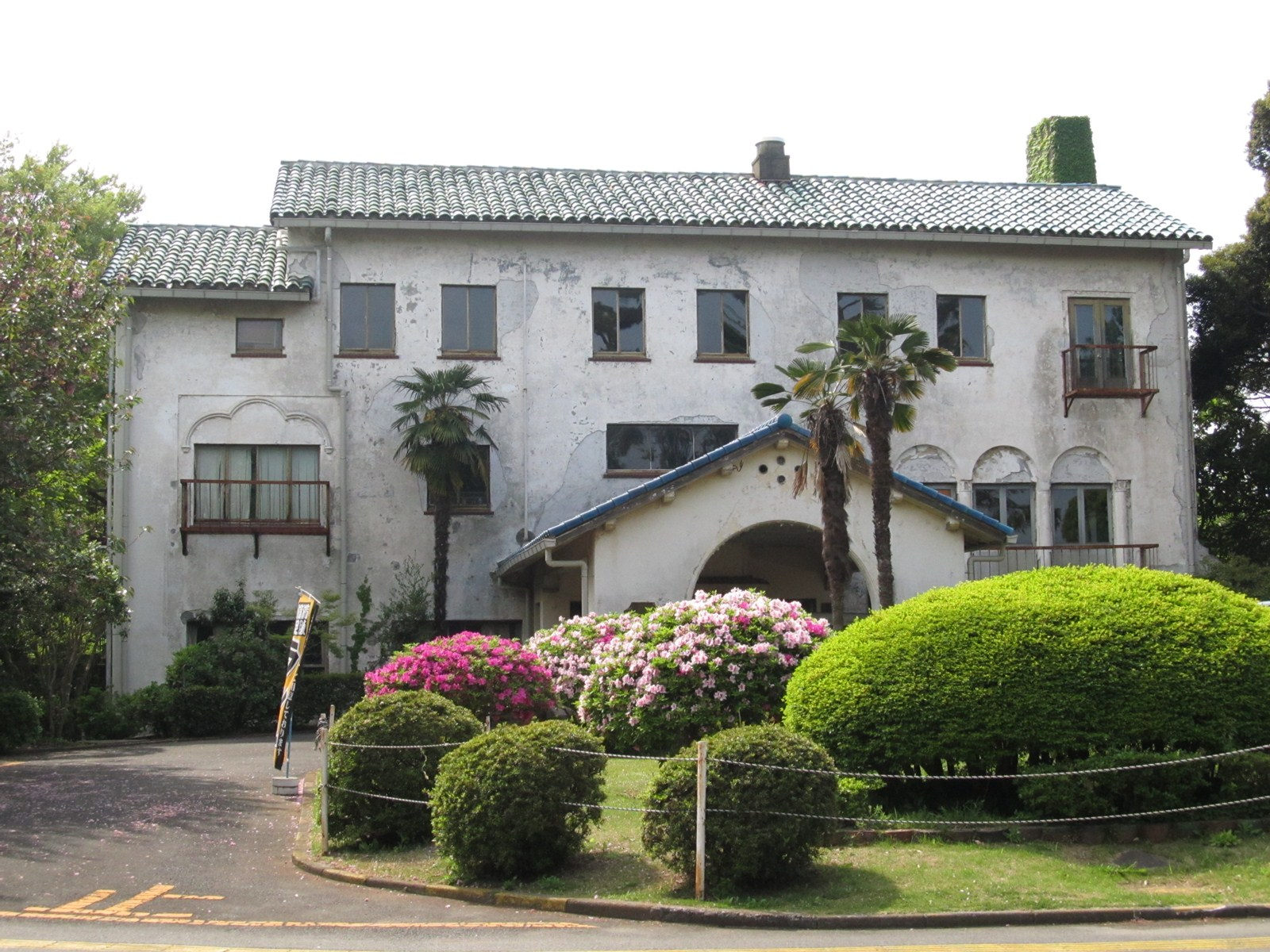
旧・藤沢カントリー倶楽部クラブハウス
（通称・グリーンハウス）

第2合宿所はアントニン・レーモンドが設計し1932年（昭和7年）に完成した、鉄筋コンクリート造、3階建（一部地下）洋瓦葺、モルタル外装、延床面積1,415.94 m2の建物である。
この建物は、その外観からグリーンハウスと呼ばれ、藤沢カントリー倶楽部クラブハウスとして建てられ、藤沢海軍航空隊の司令部、兵舎、調理場として利用された建物である。1953年12月に、神奈川県が取得している。

## その他

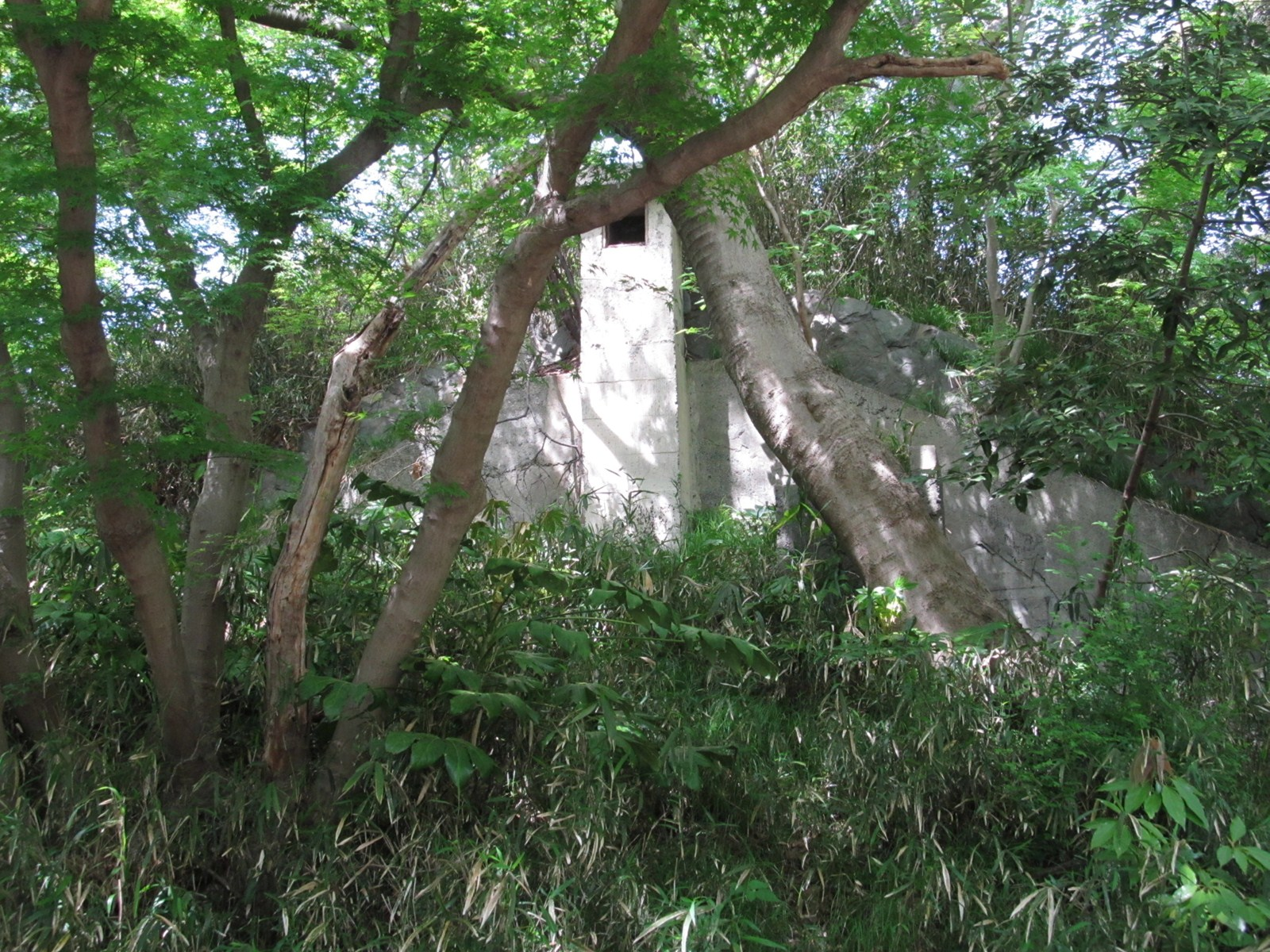
掩体壕

- 掩体壕 - 1943年（昭和18年）10月24日から1945年（昭和20年）8月25日まで、この地が横須賀海軍航空隊、藤沢海軍航空隊に使用されていたため戦争遺跡が残されている。